# Wolfson College (Cambridge)

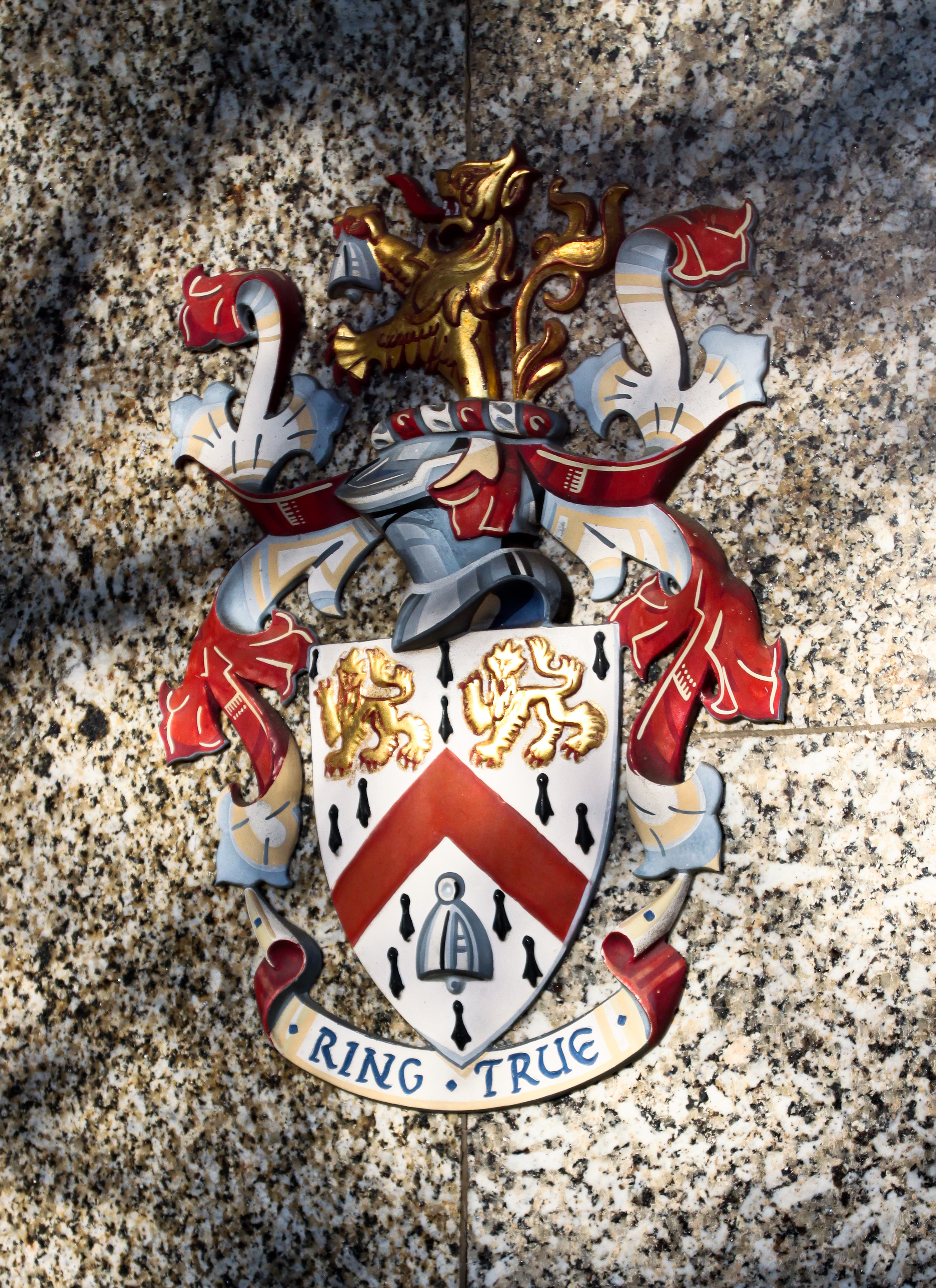
Wolfson College, Wappen neben dem Haupteingang

Das Wolfson College ist eines der Colleges der Universität Cambridge in Cambridge, England. Es wurde 1965 als „University College“ gegründet, änderte seinen Namen aber 1972, als die Wolfson Foundation eine beträchtliche Summe spendete.
Wolfson war das erste College in Cambridge für Frauen und Männer, mit einem Schwerpunkt auf Forschung und Wissenschaft. Mit über 1.140 Studierenden ist Wolfson das zweitgrößte College der Universität (Stand 2020).
Der Radio- und Fernsehjournalist John Tusa war 1993 Präsident des Colleges. Einer seiner Nachfolger im Amt war 2010 bis September 2017 der Historiker Sir Richard J. Evans, seitdem ist die Biochemikerin Jane Clarke Präsidentin.

## Bilder

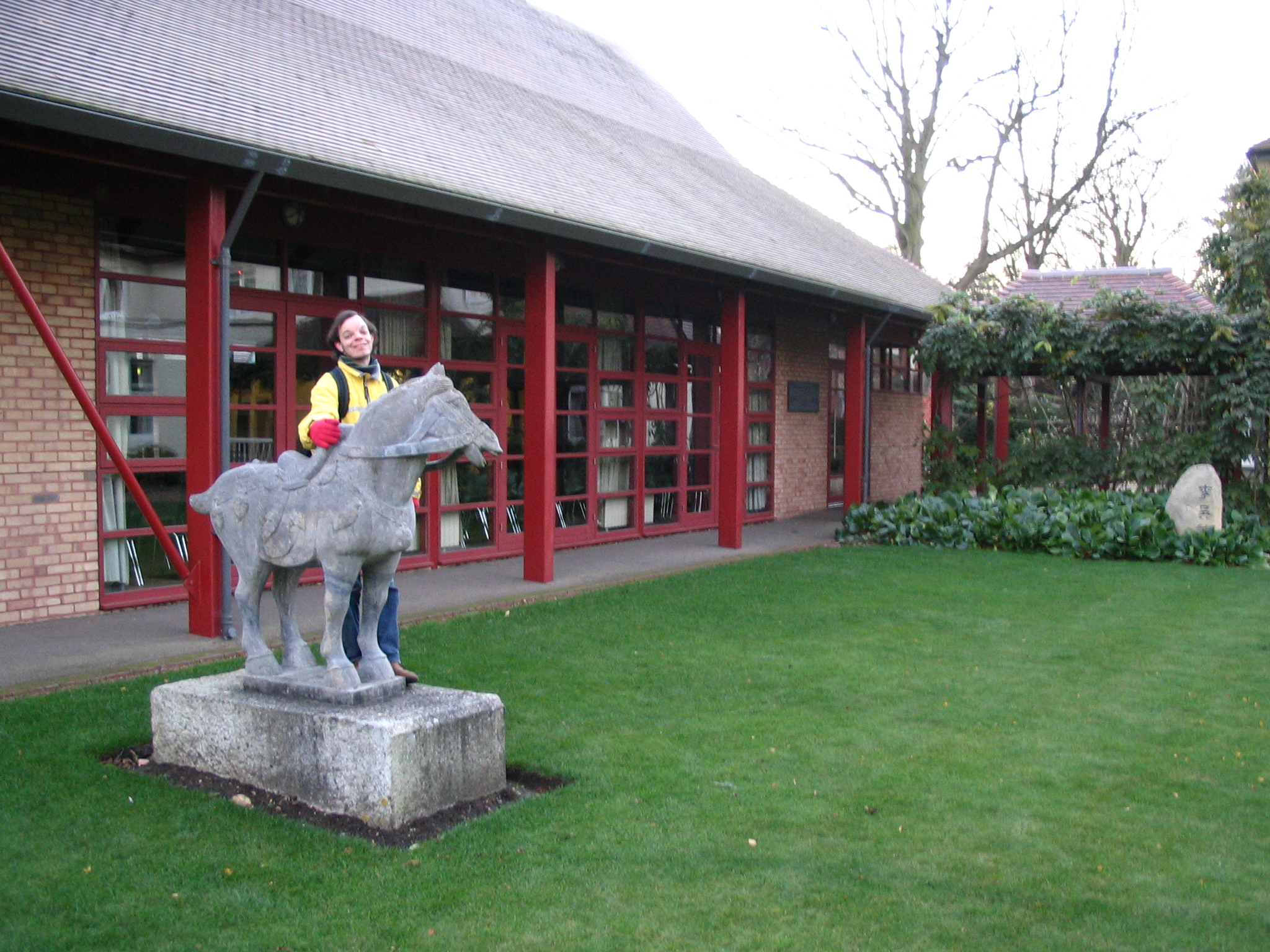
Lee Hall
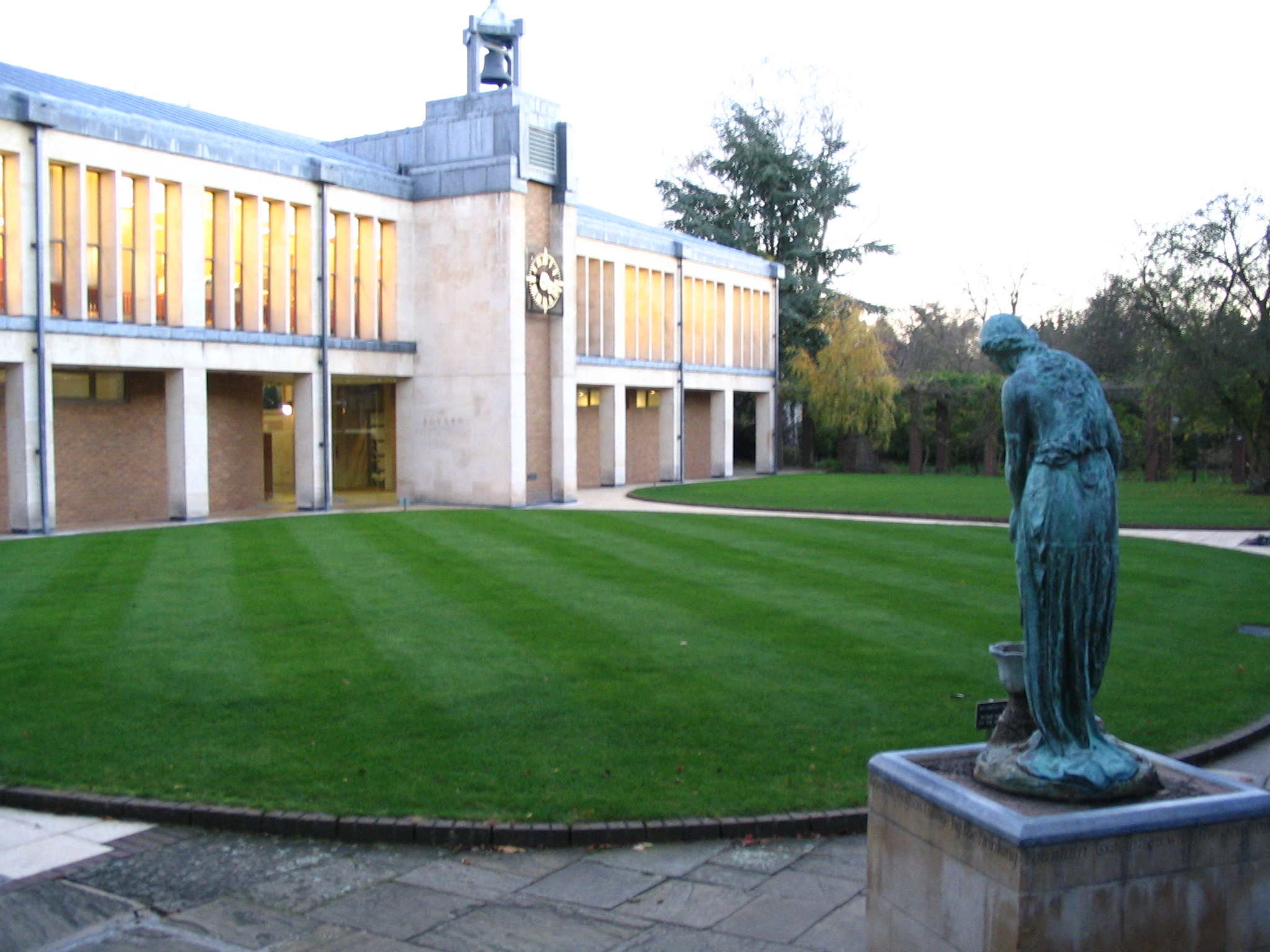
Library
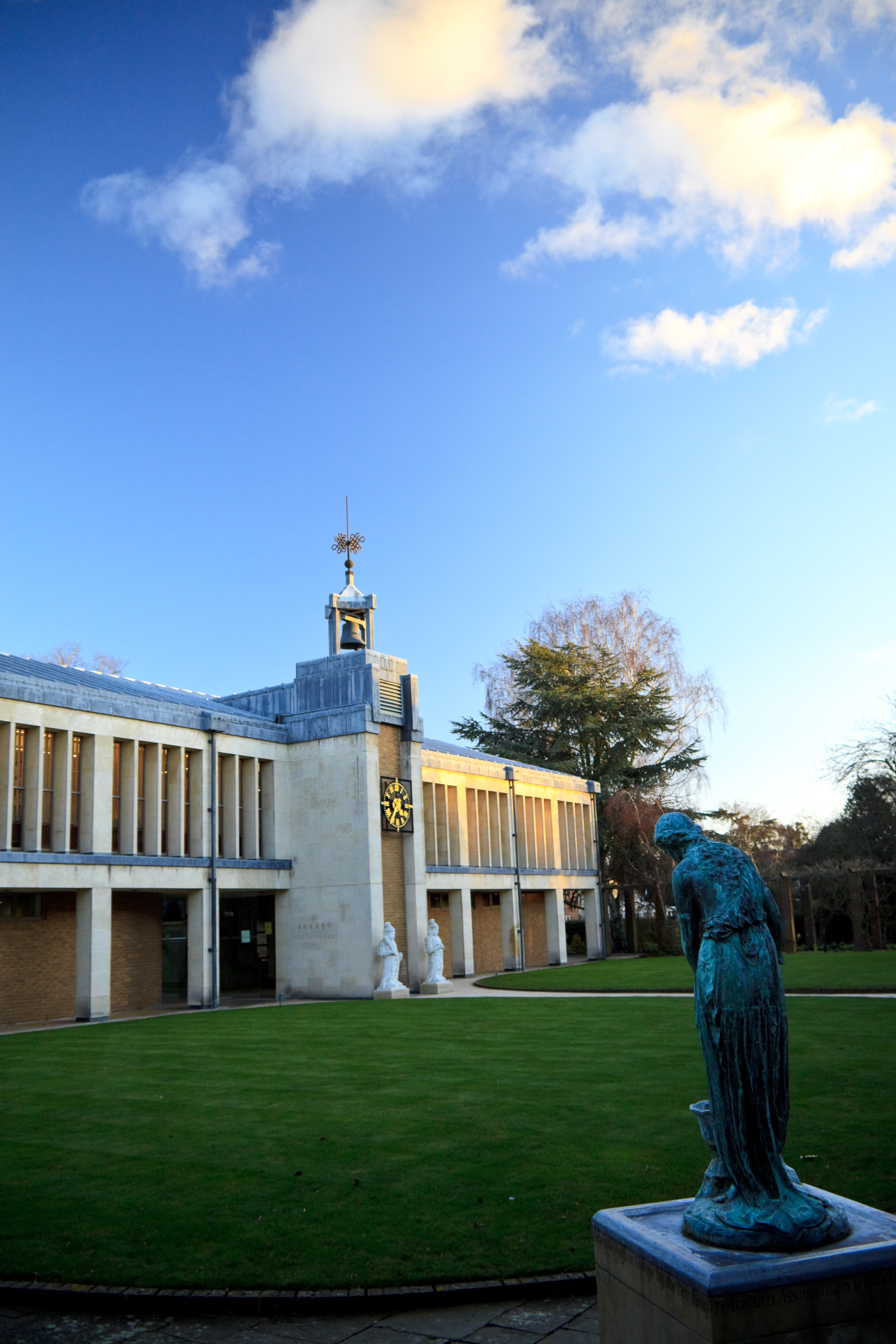
Lee Seng Tee Library

## Zahlen zu den Studierenden
Im Dezember 2022 waren 1.098 Studierende am Wolfson College eingeschrieben. Davon strebten 186 (16,9 %) ihren ersten Studienabschluss an, sie waren also undergraduates. 912 (83,1 %) arbeiteten auf einen weiteren Abschluss hin, sie waren postgraduates. 2020 waren es 1.140 Studierende gewesen, davon 947 im weiterführenden Studium, 2021 insgesamt 1.135.